# Dinko Horkaš
Dinko Horkaš (Sisak, 10. veljače 1999.) hrvatski je nogometaš koji igra na pozicji golmana. Trenutačno igra za Las Palmas.

## Klupska karijera

### Dinamo Zagreb
Godine 2011. prelazi iz Segeste u Dinamo Zagreb. Za drugu momčad Dinama debitirao je 11. prosinca 2016. kada je Imotski u utakmici 2. HNL poražen 4:2.

### Zrinjski Mostar (posudba)
U siječnju 2020. posuđen je na šest mjeseci Zrinjskom iz Mostara kako bi zamijenio ozlijeđenog golmana Ivana Brkića. Za novi klub debitirao je 23. veljače u utakmici Premijer lige protiv zeničkog Čelika kojeg je Zrinjski dobio 0:2. Horkaševa posudba kasnije je produljena te je trajala sve do listopada. U kupu je debitirao 30. rujna kada je Zrinjski pobijedio derventski Tekstilac s visokih 1:7.

### Varaždin (posudba)
Odmah po povratku s posudbe u Zrinjski, Horkaš je posuđen Varaždinu. Za Varaždin je debitirao 7. studenog u utakmici 1. HNL protiv Šibenika koji je izgubio utakmicu rezultatom 1:3. U Varaždinu je ostao do kraja sezone.

### Posušje (posudba)
Dana 15. siječnja 2022. Dinamo je posudio Horkaša bosanskohercegovačkom prvoligašu Posušju. Za Posušje je debitirao 27. veljače u ligaškoj utakmici u kojoj je Posušje izgubilo 3:1 od Radnika Bijeljine.

### Lokomotiv Plovdiv
Dana 5. srpnja 2022. prešao je iz Dinama u bugarski Lokomotiv Plovdiv. Za novi klub debitirao je 15. kolovoza u ligaškom susretu bez golova protiv sofijskog Lokomotiva.

### Las Palmas
U lipnju 2024. potpisao je četverogodišnji ugovor s Las Palmasom.

## Reprezentativna karijera
Tijekom svoje omladinske karijere nastupao je za selekcije Hrvatske do 15, 16, 17, 19, 20 i 21 godine.

## Priznanja

### Individualna
- Vratar sezone Bugarske prve lige: 2022./23.[14]

### Klupska
Dinamo Zagreb
- 1. HNL (3): 2018./19., 2019./20. 2020./21.
- Hrvatski nogometni kup (1): 2020./21.

## Vanjske poveznice
- Profil, Hrvatski nogometni savez
- Profil, Soccerway (engl.)
- Profil, Transfermarkt (engl.)